# Totò e le donne
Totò e le donne (bra: Totó e as Mulheres) é um filme italiano de 1952, dirigido por Mario Monicelli e Steno.
"Totò e as mulheres"  na realidade foi dirigido sozinho por Steno já que a dupla Mario e Steno foi escolhida para escrever e dirigir dois filmes, entre eles "Os infiéis", sendo que Mario se dedica mais ao primeiro e Steno à Totò). É o primeiro de muitos filmes em que Toto e Peppino De Filippo aparecem juntos 

## Sinopse
A história começa no sótão do Cavaliere Filippo Scaparro (Totò), que faz um longo discurso contra o sexo feminino. Começa por falar da sua difícil relação com a esposa Giovanna (Ave Ninchi), de quem, para escapar, se refugia no sótão. A ocasião é propícia a revelar todos os defeitos do belo sexo, através de episódios narrados em flashback. Mulher, filha, empregada doméstica, amantes do passado, clientes do seu negócio, nenhuma escapa. A certa altura irrompe no sótão o futuro genro (Peppino De Filippo), que conta outras histórias que têm como protagonista a noiva. É então que acontece uma discussão entre marido e mulher, que a leva a abandonar o lar, não sem antes referir episódios do passado, os sacrifícios que fez por ele e para manter a família; estas confissões acabam por reconciliar o casal, no dia do casamento da filha.